# 福爾蘭島
61°57′S 57°39′W / 61.950°S 57.650°W
福爾蘭島（Foreland Island），是南極洲的島嶼，位於南設得蘭群島的喬治王島東面，處於泰勒角東南面2公里和諾斯角東南面6公里，現時由南極條約體系管理。